# Gran Premio Marcel Kint
Il Gran Premio Marcel Kint, fino al 1942 denominato Gran Premio de Zwevegem, è una corsa in linea di ciclismo su strada maschile che si disputa nella zona di Zwevegem, in Belgio, città natale di Marcel Kint. Nel 2016 fu inserito nel circuito UCI Europe Tour come classe 1.2; nel 2018 fu promosso in classe 1.1.

## Albo d'oro
Aggiornato all'edizione 2023
| Anno      | Vincitore               | Secondo                 | Terzo                   |
| --------- | ----------------------- | ----------------------- | ----------------------- |
| 1930      | Adolf Van Bruaene       |                         |                         |
| 1931-1934 | non disputato           | non disputato           | non disputato           |
| 1935      | Marcel Kint             |                         |                         |
| 1936      | Michel D'Hooghe         |                         |                         |
| 1937      | Albert Beirnaert        |                         |                         |
| 1938      | Frans Binnemans         |                         |                         |
| 1939-1941 | non disputato           | non disputato           | non disputato           |
| 1942      | Jef Vande Weghe         |                         |                         |
| 1943-1946 | non disputato           | non disputato           | non disputato           |
| 1947      | Albert Paepe            |                         |                         |
| 1948      | Roger Cnockaert         |                         |                         |
| 1949      | Valère Ollivier         |                         |                         |
| 1950      | Valère Ollivier         |                         |                         |
| 1951      | Basiel Wambeke          |                         |                         |
| 1952      | Willem Lebaere          |                         |                         |
| 1953      | Willy Geers             |                         |                         |
| 1954      | Russell Mockridge       |                         |                         |
| 1955      | Georges Decraeye        |                         |                         |
| 1956      | Jef Planckaert          |                         |                         |
| 1957      | Staf Van Vaerenbergh    |                         |                         |
| 1958      | Jef Planckaert          |                         |                         |
| 1959      | Gilbert Desmet          |                         |                         |
| 1960      | Arthur Decabooter       |                         |                         |
| 1961      | Jef Planckaert          |                         |                         |
| 1962      | Jef Planckaert          |                         |                         |
| 1963      | Norbert Kerckhove       |                         |                         |
| 1964      | Frans Melckenbeeck      |                         |                         |
| 1965      | Ward Sals               |                         |                         |
| 1966      | Roland Van De Rijse     |                         |                         |
| 1967      | Noel Van Clooster       |                         |                         |
| 1968      | non disputato           | non disputato           | non disputato           |
| 1969      | André Dierickx          |                         |                         |
| 1970      | Willy Van Neste         |                         |                         |
| 1971      | Guido Reybrouck         |                         |                         |
| 1972      | Christian Callens       |                         |                         |
| 1973      | Frans Verbeeck          |                         |                         |
| 1974      | Willy Van Neste         |                         |                         |
| 1975      | Ronald De Witte         |                         |                         |
| 1976      | José Vanackere          |                         |                         |
| 1977      | Willy Planckaert        |                         |                         |
| 1978      | Alain Desaever          |                         |                         |
| 1979      | Lieven Malfait          |                         |                         |
| 1980      | Patrick Devos           | Eddy Vanhaerens         | Pol Verschuere          |
| 1981      | Willy Teirlinck         | Walter Dalgal           | Eddy Vanhaerens         |
| 1982      | Dirk Heirweg            | Charles Jochums         | Marc Goossens           |
| 1983      | Luc Meersman            | Rudy Delehouzée         | Eddy Vanhaerens         |
| 1984      | Eddy Planckaert         | Danny Van Baelen        | Franky Van Oyen         |
| 1985      | Franky Van Oyen         | Tim Harris              | Daniel Rossel           |
| 1986      | Roger Ilegems           | Benjamin Van Itterbeeck | Rik Mannaerts           |
| 1987      | Frank Pirard            | Leon Nevels             | Étienne De Wilde        |
| 1988      | Franky Pattyn           | Danny Janssens          | Yvan Lamote             |
| 1989      | Ludo Giesberts          | Jan Bogaert             | Frank Francken          |
| 1990      | Ludo Giesberts          | Patrick Verschueren     | Jan Bogaert             |
| 1991      | Marnix Lameire          | Peter Naessens          | Rik Coppens             |
| 1992      | Ferdi Dierickx          | Jan Bogaert             | Kurt Onclin             |
| 1993      | Michel Vermote          | Rudy Verdonck           | Pierre Herinne          |
| 1994      | Wim Omloop              | Patrick Van Roosbroeck  | Patrick De Wael         |
| 1995      | Anders Eklundh          | Marat Ganeïev           | Johnny van Cadsand      |
| 1996      | Danny Daelman           | Lars Michaelsen         | Peter Spaenhoven        |
| 1997      | Peter Van Petegem       | Franky Van Haesebroucke | Andy De Smet            |
| 1998      | Bart Heirewegh          | Geert Omloop            | Andy De Smet            |
| 1999      | Adrie van der Poel      | Filip Vereecke          | Gianni Rivera           |
| 2000      | Eric De Clercq          | Peter Van Petegem       | Bart Heirewegh          |
| 2001      | Jan van Velzen          | Marc Roland             | Bart Heirewegh          |
| 2002      | Gordon McCauley         | Thierry De Groote       | Mindaugas Goncaras      |
| 2003      | Aivaras Baranauskas     | Christoph Roodhooft     | Christophe Waelkens     |
| 2004      | Frank Vandenbroucke     | Steven De Neef          | Mindaugas Goncaras      |
| 2005      | Frank Vandenbroucke     | Hamish Haynes           | Bert Scheirlinckx       |
| 2006      | Kevin Van der Slagmolen | Geert Omloop            | Steven Thys             |
| 2007      | Geert Omloop            | Johan Coenen            | Bert De Waele           |
| 2008      | Niko Eeckhout           | Sven Nys                | Geert Omloop            |
| 2009-2010 | non disputato           | non disputato           | non disputato           |
| 2011      | Baptiste Planckaert     | Jonas Ljungblad         | Aidis Kruopis           |
| 2012      | Ramūnas Navardauskas    | Kess Heytens            | Tijmen Eising           |
| 2013      | Iljo Keisse             | Stijn Steels            | Baptiste Planckaert     |
| 2014      | Brian van Goethem       | Fréderique Robert       | Matthias Van Holderbeke |
| 2015      | Baptiste Planckaert     | Alexander Krieger       | Brian van Goethem       |
| 2016      | Jan-Willem van Schip    | Michiel Dieleman        | Emiel Vermeulen         |
| 2017      | Jonas Rickaert          | Anders Skaarseth        | Olivier Pardini         |
| 2018      | Nacer Bouhanni          | Cees Bol                | Dries De Bondt          |
| 2019      | Bryan Coquard           | Nacer Bouhanni          | Alfdan De Decker        |
| 2020      | non disputato           | non disputato           | non disputato           |
| 2021      | Álvaro Hodeg            | Tim Merlier             | Danny van Poppel        |
| 2022      | Arnaud De Lie           | Luca Mozzato            | Gerben Thijssen         |
| 2023      | Caleb Ewan              | Tim Merlier             | Gerben Thijssen         |
| 2024      | non disputato           | non disputato           | non disputato           |
| 2025      | annullata               | annullata               | annullata               |